# میسون فائنز
میسون فائنز (انگلیسی: Mason Fawns؛ زادهٔ ۱۰ ژانویهٔ ۱۹۹۹) بازیکن فوتبال است.
از باشگاه‌هایی که در آن بازی کرده‌است می‌توان به باشگاه فوتبال فایلد و باشگاه فوتبال اولدهام اتلتیک اشاره کرد.